# Jan Mikula
Jan Mikula (Havlíčkův Brod, 5 gennaio 1992) è un calciatore ceco, difensore dello Slovan Liberec.

## Caratteristiche tecniche
Terzino destro, può giocare come esterno destro o come mediano.

## Palmarès

### Club

#### Competizioni nazionali
- Campionato ceco: 1

Slavia Praga: 2016-2017